# Ворон (фильм, 1935)
«Ворон» (англ. The Raven, 1935) — американский фильм ужасов режиссёра Лью Лэндерса. Премьера фильма состоялась 8 июля 1935 года. В главной роли снялся Бела Лугоши, однако на афишах его имя было написано под именем Карлоффа и значительно более мелкими буквами.

## Сюжет
Пластический хирург Воллин (Бела Лугоши) не только одержим ужасными историями великого Эдгара Аллана По, но и симпатичной Джин (Ирен Уэйр), дочерью судьи Тэтчера (Самуэль Хиндс). После того, как он спас ей жизнь и установил, что она не отвечает ему взаимностью (её сердце принадлежит доктору Джерри Холдену (Меттьюз, Лестер)), то он решается кроваво отомстить ей, её отцу и своему конкуренту. Примерно в это же время его встречает Эдмонд Бейтман (Борис Карлофф), и просит изменить себе лицо, что для Воллина является удачей. Он превращает Бейтмана в чудовище. Выясняется, что в потайных комнатах у Воллина настоящая камера пыток: там должны встретить свою смерть Джин, её отец и Холден. Когда он приглашает всех троих на вечеринку, то рассказывает Бейтману что он должен делать. Джин и Холден должны быть раздавлены двигающимися колесами в специальной комнате. Бейтман так поражен жестокостью Воллина, что не может причинить вреда пленным. А Воллин погибает так, как решил убить Джаннет и Холдена.

## В ролях
- Бела Лугоши — пластический хирург Ричард Воллин
- Ирен Уэйр — Джин Тэтчер, танцовщица, преследуемая Воллином
- Сэмьюэл С. Хайндс — судья Тэтчер
- Борис Карлофф — Эдмонд Бейтман

## Реакция
- Американская газета The New York Times по поводу выхода фильма писала :

Фильму «Ворон» не составит огромного труда поставить себя в ранг самых плохих фильмов ужасов, когда-либо снятых.